# Шејн Вилијамс
Шејн Вилијамс (енгл. Shane Williams; Свонзи, 26. фебруар 1977) бивши је велшки рагбиста који је 2008. проглашен за најбољег рагбисту на свету.

## Биографија
Иако мали (170 цм, 80 кг), Вилијамс је представљао ноћну мору свакој противничкој одбрани. Био је продоран на крилу са својим ниским тежиштем и степом. У каријери је играо за Аман Јунајтед РФК, Нет РФК, Оспрејс и Мицубиши Динабоарс. За „змајеве” је одиграо 87 тест мечева и постигао рекордних 58 есеја. Постигао је и 2 есеја у 4 утакмица за лавове.